# Saltuarius wyberba
Saltuarius wyberba är en ödleart som beskrevs av  Patrick J. Couper SCHNEIDER och COVACEVICH 1997. Saltuarius wyberba ingår i släktet Saltuarius och familjen geckoödlor. Inga underarter finns listade i Catalogue of Life.